# Котаракът Феликс: Филмът
„Котаракът Феликс“ (на английски: Felix the Cat: The Movie) е унграско-американски анимационен филм от 1988 г., режисиран от Тибор Хернарди и базиран на едноименния комиксов герой. Изготвен е в Европа през 1986-1987 г., но е официално пуснат в Съединените американски щати на VHS през 1991 г.

## Озвучаващи артисти
| Изпълнител                                    | Роля                              |
| --------------------------------------------- | --------------------------------- |
| Крис Филипс                                   | Професора / Грампър               |
| Морийн О'Конъл                                | Принцеса Ориана                   |
| Питър Нюман                                   | Графът на Зил / Уак Лизарди / Пим |
| Алис Плейтън                                  | Мадам Пърл / Пойндекстър          |
| Дон Ориоло                                    | Създание                          |
| Дейвид Колин                                  | Котаракът Феликс                  |
| Сюзън Монтанаро Крисчън Шнайдър Майкъл Фармър | Други гласове                     |

## Музика
Филмът включва основната музикална тема на едноименния телевизионния сериал, композиран от Уинстън Шарплес, на който е базиран филмът. Музиката във филма е композирана от Кристофър Л. Стоун, а песните са написани от Бернд Шонхофен, Дон Ориоло и Крисчън Шнайдер.
1. "Sly as a Fox"
2. "Together Again" [инструментал]
3. "All You Need Is Friends"
4. "Who Is the Boss?"
5. "Mizzard Shuffle" [инструментал]
6. "Face to the Wind (The Princess Song)" [инструментал]
7. "Something More Than Friends"
8. "End Credits" [инструментал]

## Продукция
Филмът започва да се разработва през 1980-те години, когато Дон Ориоло (синът на Джо Ориоло, създателя на телевизионния сериал) започва работа по пълнометражен телевизионен филм. След като Ориоло взима проекта си в Европа, накрая се обръща към режисьора Тибор Хернади и неговия унгарски екип, което струва 9 милиона долара в САЩ.
Филмът започва с въведение от Феликс, който е рендиран с компютърна анимация, използваща технология за улавяне на движение, като моделът също се появява по време на финалните надписи. Останалата част от филма е рисувана анимация. Анимацията е продуцирана от филмово студио „Параноя“ в Унгария с някои части подизпълнявани в студия в Холандия и България.

## Излъчване на филма
New World Pictures поема филма през май 1987 г., известно време след приключването му, а премиерата му се състои в Wadsworth Theatre в Лос Анджелис като част от откриването на Третия анимационен фестивал в Лос Анджелис.
Първоначално планиран да бъде пуснат на Деня на благодарността през 1988 г., той бива отложен до април 1991 г.

## Домашно видео
Филмът е издаден на VHS на 23 август 1991 г. от Buena Vista Home Video в САЩ.

## „Котаракът Феликс“ В България
Филмът е озвучен за първи път с български дублаж. Ролите се озвучават от Адриана Андреева, Ива Апостолова и Иван Танев.
През 1999 г. филмът е издаден на VHS от Мулти Видео Център с втори български дублаж, в който участва Станислав Пищалов.